# Black Rain (film)
Black Rain är en amerikansk actionfilm från 1989 i regi av Ridley Scott. I huvudrollerna ses Michael Douglas, Andy Garcia, Ken Takakura, Kate Capshaw och Yusaku Matsuda. Filmen utspelar sig i Japan och titelns Black Rain syftar på det svarta regn som föll efter atombombningarna av Hiroshima och Nagasaki.

## Handling
Nick Conklin (Michael Douglas) arbetar som polis i New York. Han och arbetskollegan Charlie Vincent (Andy Garcia) tar fast en medlem av den japanska organiserade brottsligheten yakuza, en man vid namn Sato (Yusaku Matsuda). De får i uppdrag att flyga hem Sato till Osaka, Japan. Sato flyr när de landat i Japan och Nick och Charlie tar upp jakten tillsammans med den japanska polisen. De får främst hjälp av Masahiro Matsumoto (Ken Takakura). Japanska polisen är dock motsträviga och den instinktiva och liberale Nick har till en början svårt med samarbetet. Han träffar amerikanen Joyce (Kate Capshaw) på en brottsplats och hon hjälper Nick att förstå situationen. Det vissar sig att Sato är en uppkomling inom yakuzan och han ligger i krig med en av dess ledare, oyabun Sugai (Tomisaburo Wakayama). Enligt Sugai är Sato mer lik en amerikan än japan, då han endast bryr sig om pengar.
Yakuzan har skapat två tryckplåtar som ska trycka falska USA dollar, som en hämnd efter de amerikanska bombningarna av Japan under andra världskriget. En av tryckplåtarna stjäls dock av Sato när de ska vissas upp i New York. Charlie mördas av Sato och japanska polisen sätter Nick på ett plan hem till USA, men Nick hoppar av planet innan planet lyft. Med hjälp av Masahiro, Joyce och Sugai stoppar Nick Sato.